# Swiss Army Man - Un amico multiuso
Swiss Army Man - Un amico multiuso (Swiss Army Man) è un film del 2016 scritto e diretto da Daniel Kwan e Daniel Scheinert, sotto lo pseudonimo di Daniels, con protagonisti Paul Dano, Daniel Radcliffe e Mary Elizabeth Winstead.

## Trama
Hank è un naufrago bloccato su un'isola deserta. Quando ormai ha perso ogni speranza e sta per suicidarsi, scorge sulla spiaggia un cadavere. Il cadavere emette delle flatulenze che incuriosiscono Hank. In acqua creano un moto che, crescendo man mano che ci si allontana dalla riva, permettono all'uomo di cavalcare il cadavere come una sorta di moto d'acqua. La bizzarra corsa si conclude su una spiaggia che è la terraferma tanto agognata da Hank che ora però deve addentrarsi nella foresta per cercare aiuto.
Non si palesano presenze umane nei dintorni benché vi siano sparse numerosissime tracce di vita, in forma di rifiuti di ogni genere. Hank, che ha portato con sé il cadavere, comincia a parlare con questo e a servirsene in vario modo. Dapprima come serbatoio d'acqua, poi come bussola, via via come utensile dalle mille funzioni. Ma Manny, come dice di chiamarsi, diventa soprattutto un grande amico di Hank che, col pretesto di insegnargli a vivere, riesamina lucidamente la propria vita e i propri problemi.
Dopo molti giorni vissuti di espedienti insieme, i due arrivano vicino ad una strada e sono dunque quasi in salvo. Manny si "disattiva" ma poi quando Hank è attaccato da un orso e resta ferito, per la prima volta i ruoli si invertono, con il cadavere che trascina l'amico con sé. I due si ritrovano nel cortile di Sarah, una ragazza di cui Hank è segretamente innamorato e alla quale non ha mai rivolto la parola. Lei è sposata e ha una bambina. È proprio quest'ultima ad accorgersi per prima della presenza dei due "naufraghi". Poi giunge la madre che, ovviamente, chiama la polizia.
Accorre anche il padre di Hank che per altro in un primo momento crede che la persona morta sia suo figlio, che ora deve spiegare perché avesse tutte quelle foto di Sarah sul suo telefonino. Sotto pressione e dopo aver espresso pubblicamente la propria gratitudine verso l'amico mai conosciuto vivo, Hank prende Manny e scappa via. I suoi inseguitori, tra i quali il padre, Sarah e dei reporter, attraversano i luoghi abitati da Hank nei giorni precedenti, rinvenendo nel bosco sorprendenti ricostruzioni di ambienti civilizzati, fatti con materiali di scarto. Giunti sulla spiaggia Hank viene arrestato e comincia ad emettere dei peti provocando il disgusto generale. Dopo poco sulla battigia è il corpo di Manny che riprende ad agitarsi, come nella situazione iniziale, e pian piano, tra lo sbigottimento generale, si allontana a forza di flatulenze fino a prendere il largo sempre più veloce, per la gioia di Hank.

## Produzione
Il titolo originale gioca con l'espressione inglese Swiss Army Knife (coltello dell'esercito svizzero) che sta ad indicare quello che in italiano è definito più comunemente "coltellino svizzero", sostituendo alla parola "knife" (coltello), la parola "man" (uomo) a significare l'utilizzo multiuso del "nuovo amico" del protagonista, come esplicitato nel sottotitolo italiano.
Le riprese del film sono iniziate il 14 luglio e sono terminate il 7 agosto 2015.

## Promozione
Il primo trailer del film è stato diffuso il 4 aprile 2016.

## Distribuzione
La pellicola è stata presentata al Sundance Film Festival 2016 il 22 gennaio.

## Accoglienza

### Critica
Sull'aggregatore Rotten Tomatoes riceve il 72% delle recensoni professionali positive con un voto medio di 6,8 su 10, basato su 209 recensioni; il responso critico del sito afferma: "Incredibilmente strano e nel complesso ben recitato, Swiss Army Man offre agli spettatori avventurosi un'esperienza tanto soddisfacente quanto impossibile da classificare", mentre su Metacritic ottiene un punteggio di 64 su 100, basato sulle recensioni di 36 critici, indicante "recensioni generalmente favorevoli".

## Riconoscimenti
- 2016 – Sundance Film Festival[8]
  - Miglior regia per un film drammatico a Dan Kwan e Daniel Scheinert
  - Candidatura per il gran premio della giuria: U.S. Dramatic
- 2016 – Sitges - Festival internazionale del cinema fantastico della Catalogna
  - Miglior film
  - Miglior attore a Daniel Radcliffe
- 2017 – Independent Spirit Awards[9]
  - Candidatura per il miglior film d'esordio
  - Candidatura per il miglior montaggio a Matthew Hannam